# Rosa 'Graham Thomas'
'Graham Thomas' ('AUSmas' es el nombre de la obtención registrada), es un cultivar de rosa que fue conseguido en Reino Unido en 1983 por el rosalista británico David Austin.

## Descripción
'Graham Thomas' es una rosa moderna cultivar del grupo « English Rose Collection».
El cultivar procede del cruce de Semillas 'Charles Austin' y polen 'Schneewittchen' (syn. 'Iceberg' floribunda, Kordes 1958) x planta de semillero.
Las formas arbustivas del cultivar tienen porte erguido y alcanza unos 150 a 305 cm de alto con 130 a 245 cm de ancho. Las hojas son de color verde oscuro brillante, follaje de aspecto coriáceo.
Sus delicadas flores de color amarillo profundo. Fragancia fuerte del té híbrido clásico. 35 pétalos.
Florece en oleadas a lo largo de la temporada. Primavera o verano son las épocas de máxima floración, si se le hacen podas más tarde tiene después floraciones dispersas.

## Origen
El cultivar fue desarrollado en Reino Unido por el prolífico rosalista británico David Austin en 1983. 'Graham Thomas' es una rosa híbrida con ascendentes parentales de Semillas 'Charles Austin' y polen 'Schneewittchen' (syn. 'Iceberg' floribunda, Kordes 1958) x planta de semillero.
La obtención fue registrada bajo el nombre cultivar de 'AUSmas' por David Austin en 1983 y se le dio el nombre comercial de exhibición 'Graham Thomas' ®.
También se le reconoce por los sinónimos de 'AUSmas' y 'Lemon Parody'.
La rosa 'Graham Thomas' fue introducida en Nueva Zelanda con la patente "New Zealand - Patent No: 435  on  16 Aug 1988".

## Cultivo
Aunque las plantas están generalmente libres de enfermedades, es posible que sufran de punto negro en climas más húmedos o en situaciones donde la circulación de aire es limitada. Las plantas toleran la sombra, a pesar de que se desarrollan mejor a pleno sol. En América del Norte son capaces de ser cultivadas en USDA Hardiness Zones 5b a 10b. La resistencia y la popularidad de la variedad han visto generalizado su uso en cultivos en todo el mundo.
Puede ser utilizado para las flores cortadas, jardín o portador guía. Vigorosa. En la poda de Primavera es conveniente retirar las cañas viejas y madera muerta o enferma y recortar cañas que se cruzan. En climas más cálidos, recortar las cañas que quedan en alrededor de un tercio. En las zonas más frías, probablemente hay que podar un poco más que eso. Requiere protección contra la congelación de las heladas invernales.

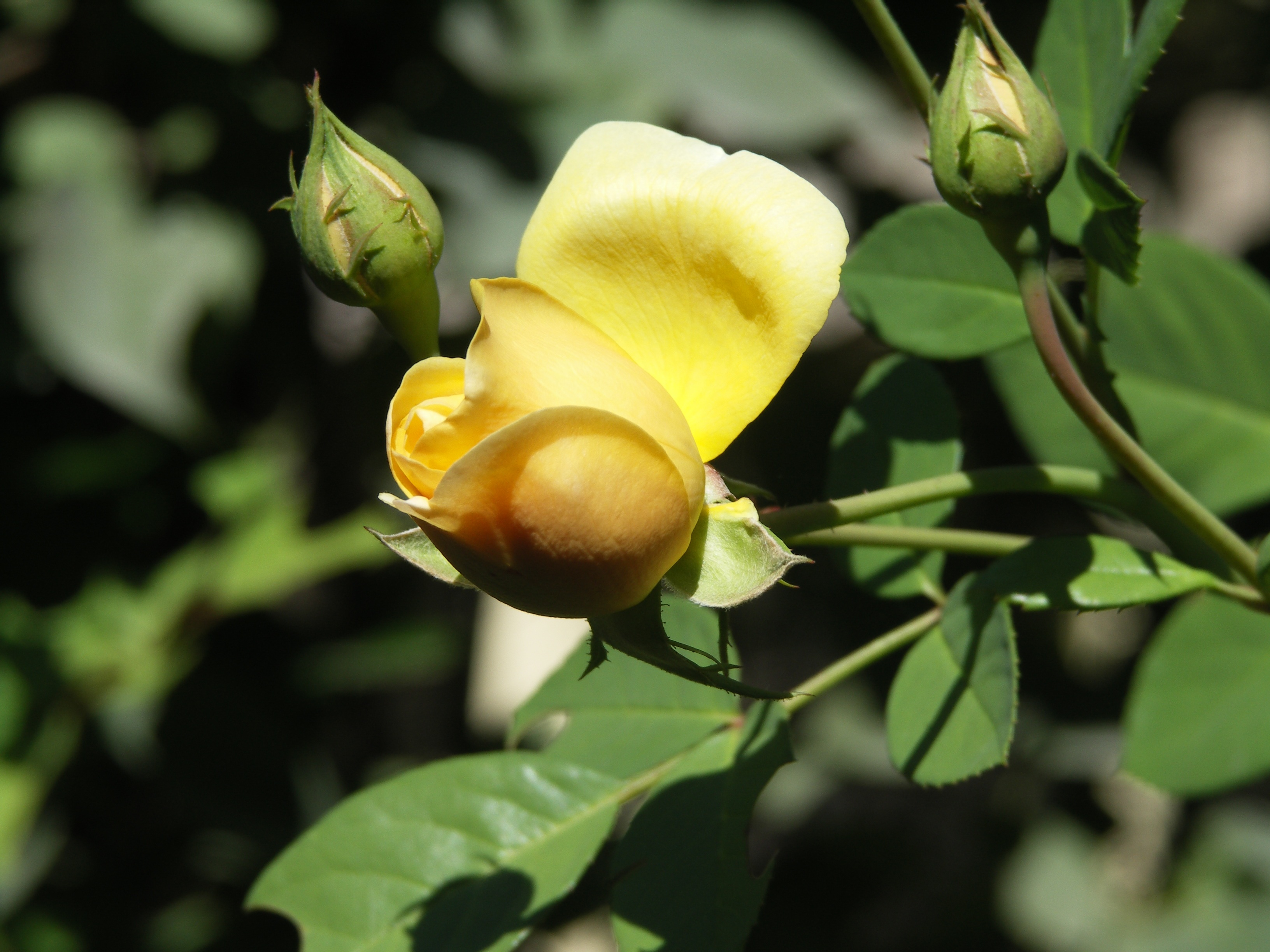
Capullo de la Rosa 'Graham Thomas'
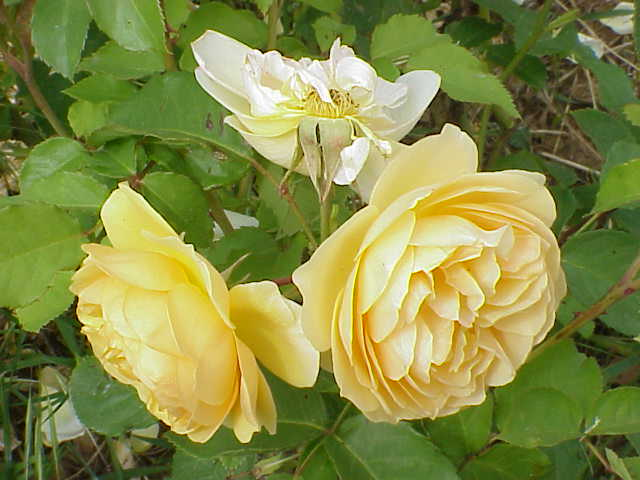
'Graham Thomas'
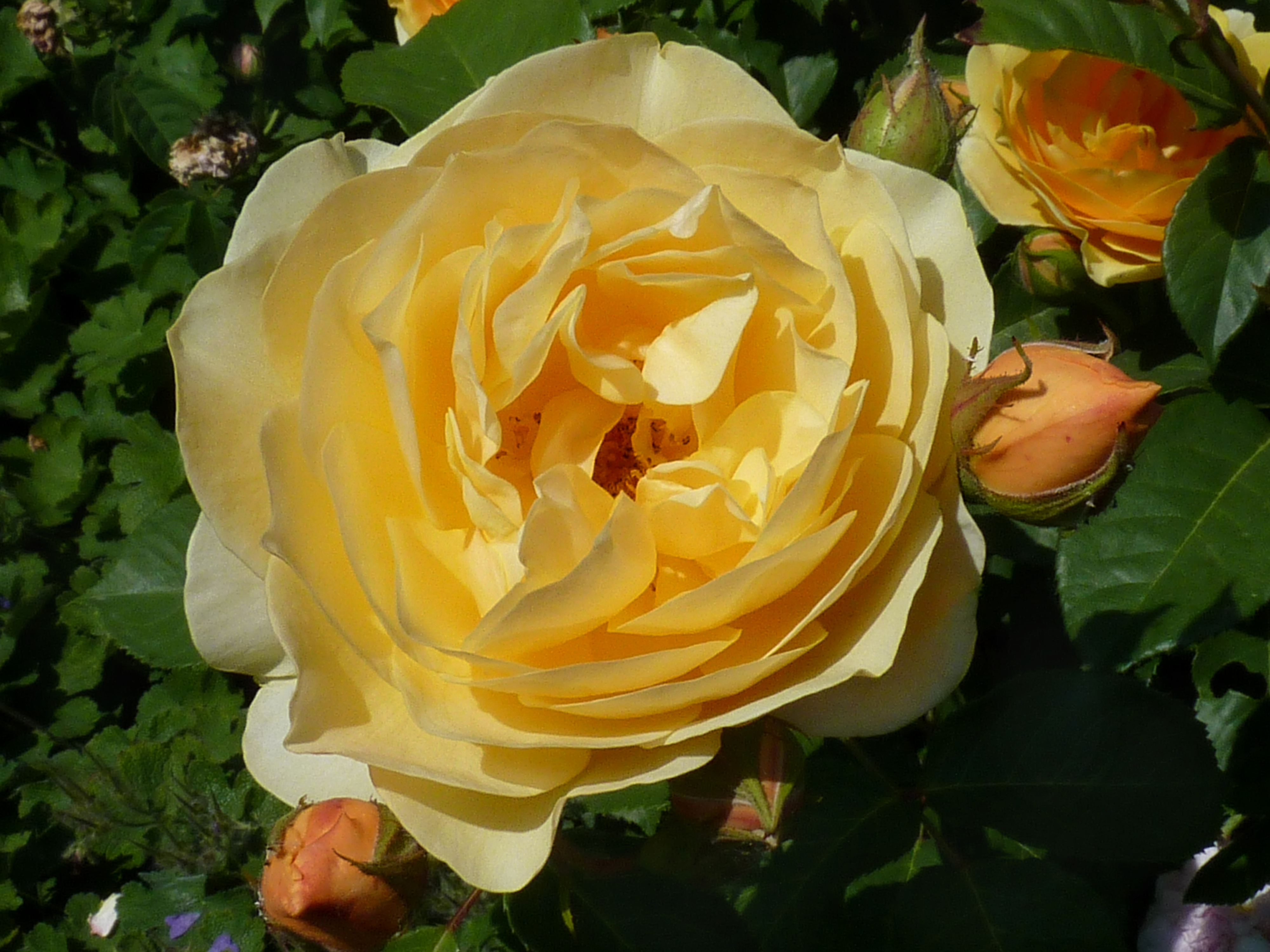
'Graham Thomas'
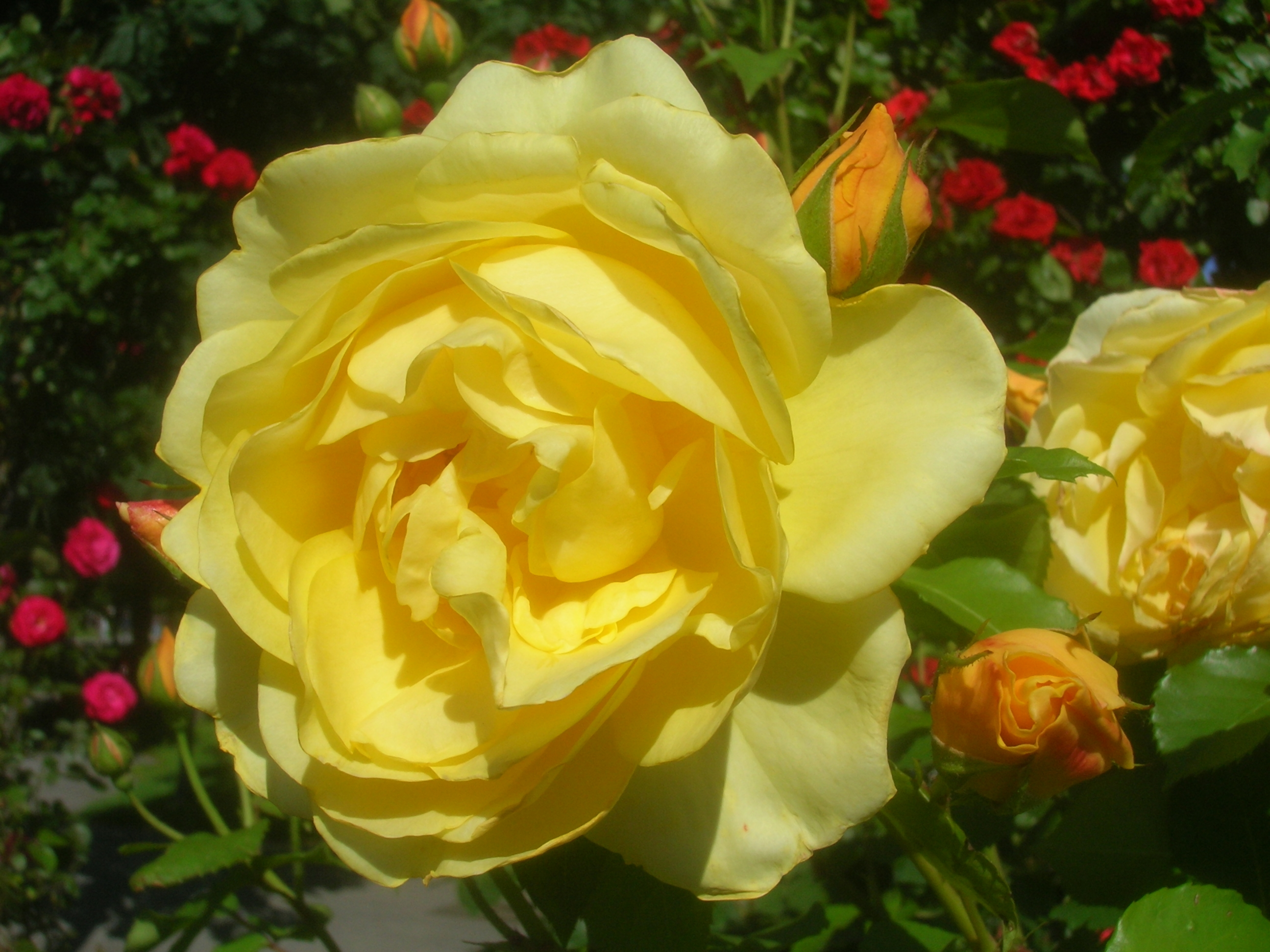
'Graham Thomas'

## Premios y galardones
- Rosexpo Montreal Show: Best English Rose Spray or Specimen (CRS) 1999
- WFRS Rose Hall of Fame / La rosa 'Graham Thomas' fue votada como rosa favorita del mundo « The World's Favorite Rose»  en 2009.
- Modern Shrub Rose. Fox River Valley Rose Society Show. 2001
- Modern Shrub Rose. Great Lakes District Show. 2001
- Modern Shrub Rose. Greater Columbia Rose Society Show. 2001
- Modern Shrub Rose. Long Island Rose Society Show. 2001
- Modern Shrub Rose. Millstream Rose Society Show. 2001
- Modern Shrub Rose. Monterey Bay Rose Society Show. 2001
- Modern Shrub Rose. Ohio State Fair Show. 2001
- Modern Shrub Rose. Rowan Rose Society Show. 2001
- Modern Shrub Rose. Southern Tier Rose Society Show. 2001
- Modern Shrub Rose. Utah Rose Society Show. 2001
- Modern Shrub Rose. Virginia Peninsula Rose Society Show. 2001
- Modern Shrub Rose. York Rose & Garden Society Show. 2001
- Shrub (ARS). South Penn Area Rose Society Show. 2001
- Modern Shrub Rose. Augusta Rose Society Show. 2000
- Modern Shrub Rose. Belleville Area Rose Society Summer Show. 2000
- Modern Shrub Rose. Clay County Rose Society Show. 2000
- Modern Shrub Rose. Duneland Rose Society Show. 2000
- Modern Shrub Rose. Gateway Rose Society Show. 2000
- Modern Shrub Rose. Greater Columbia Rose Society Show. 2000
- Modern Shrub Rose. Huron Valley Rose Society Show. 2000
- Modern Shrub Rose. Kansas City Rose Society Show. 2000
- Modern Shrub Rose. Lower Cape Rose Society Show. 2000
- Modern Shrub Rose. Pacific Northwest District Show. 2000
- Modern Shrub Rose. Reno Rose Society Show. 2000
- Modern Shrub Rose. San Joaquin Valley Rose Society Show. 2000
- Modern Shrub Rose. Toledo Rose Society Show. 2000
- Modern Shrub Rose. York Area Rose Society Show. 2000
- Shrub (ARS). Eastern North Carolina Rose Society Show. 2000[8]
- R.N.R.S. Countrysideliving GRD_Roses.[9]
- Best English Rose Spray or Specimen (CRS). Rosexpo Montreal Show. 1999
- Modern Shrub Rose. Buckeye District Show. 1999
- Modern Shrub Rose. Columbus Rose Society Show. 1999
- Modern Shrub Rose. Illinois/Indiana District Show. 1999
- Modern Shrub Rose. New York State Fair Show. 1999
- Modern Shrub Rose. Portland Rose Society Spring Show. 1999
- Modern Shrub Rose. Rogue Valley Rose Society Show. 1999
- Modern Shrub Rose. Sacramento Rose Society Show. 1999
- Modern Shrub Rose. Southern Tier Rose Society Show. 1999
- Modern Shrub Rose. Tri-City Rose Society Show. 1999
- Shrub (ARS). South Metro Rose Society Show. 1999
- Modern Shrub Rose. Mesa-East Valley Rose Society Show. 1998
- Modern Shrub Rose. Tualatin Valley Rose Society Show. 1998
- Shrub (ARS). Southwest Louisiana Rose Society Show. 1998[8]

## Obtencionesyvariedadesderivadas
Debido a las características deseables de la rosa 'Graham Thomas', se ha utilizado como ascendente parental en cruces con otras variedades para la obtención de obtentores de nuevas rosas, así:

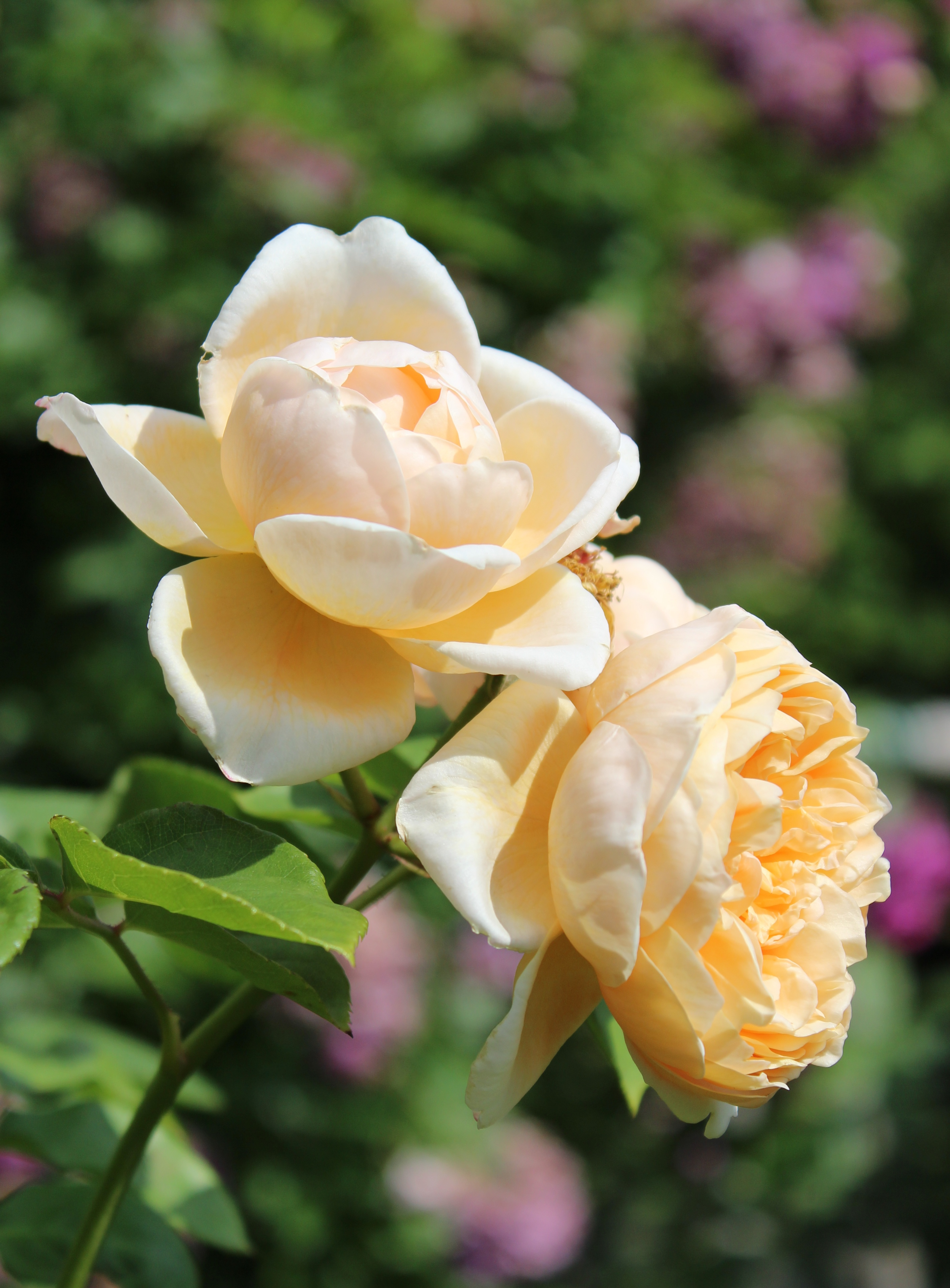
'Charlotte', Austin 1994/Semilla: 'Chaucer' × 'Conrad Ferdinand Meyer'; polen: 'Graham Thomas'.
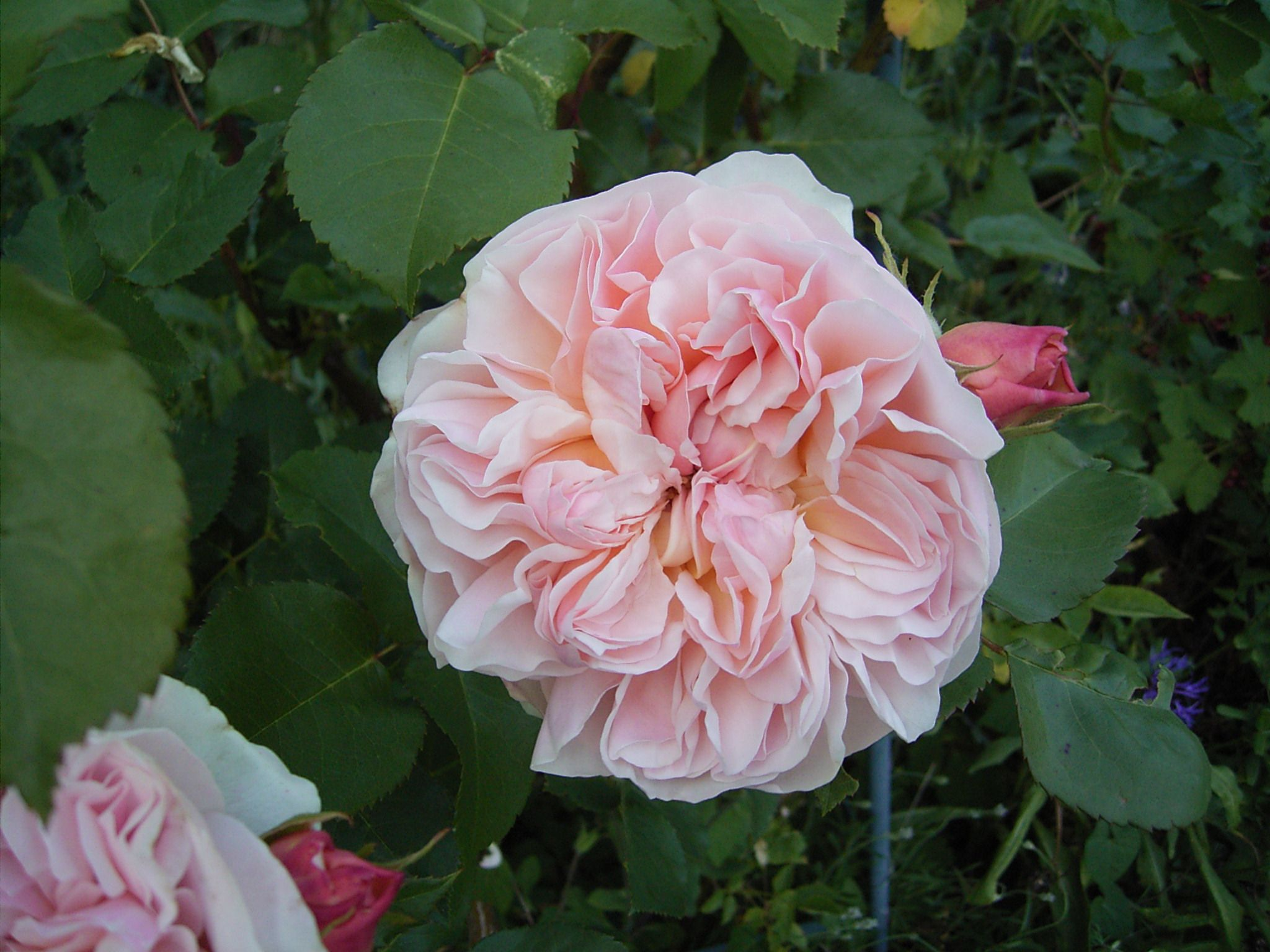
'Evelyn', Austin 1991. 'Graham Thomas' × 'Tamora'.
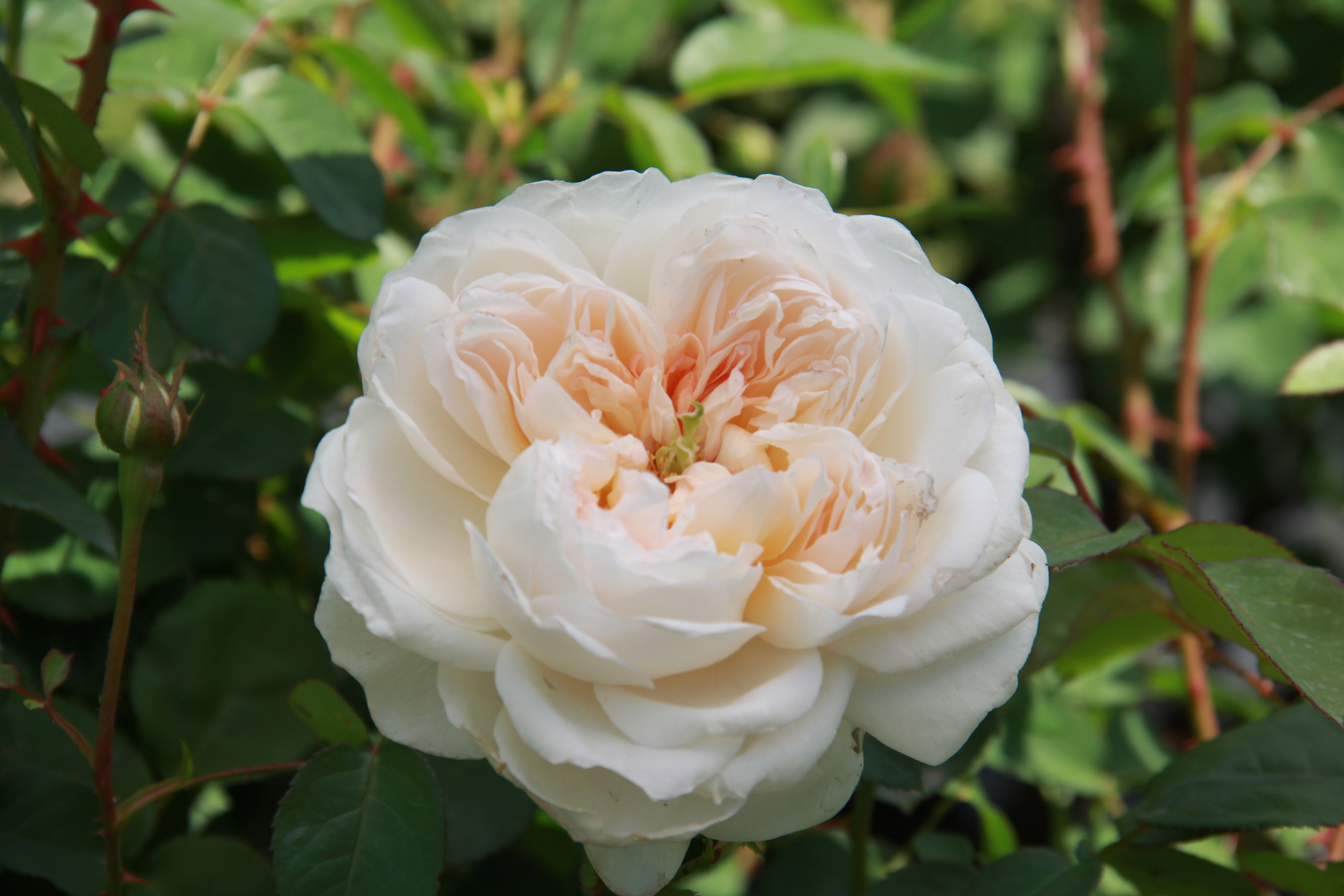
'Glamis Castle', Austin 1992. 'Graham Thomas' × 'Mary Rose'.
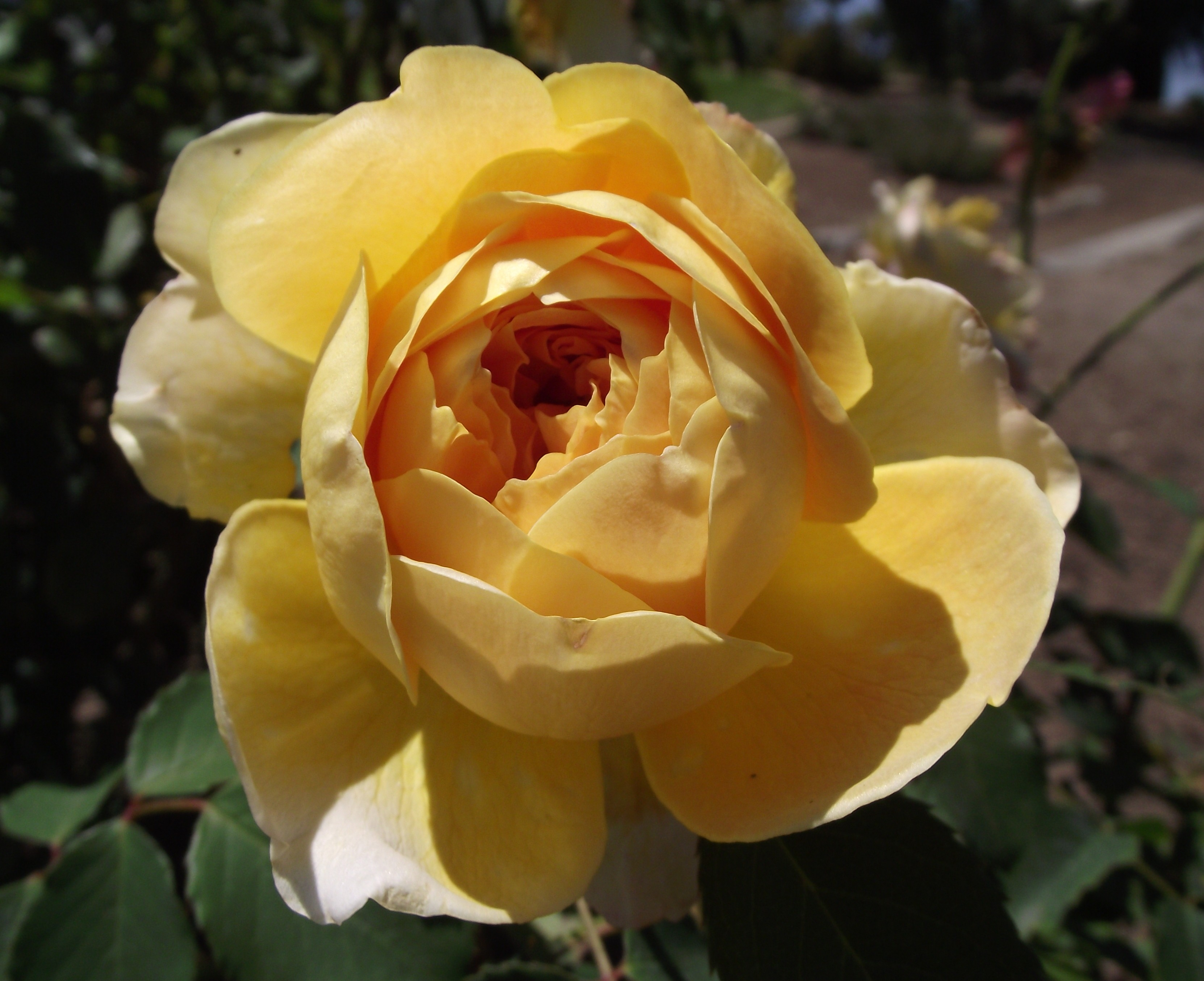
'Molineux', Austin 1994. 'Graham Thomas' × planta de semillero.
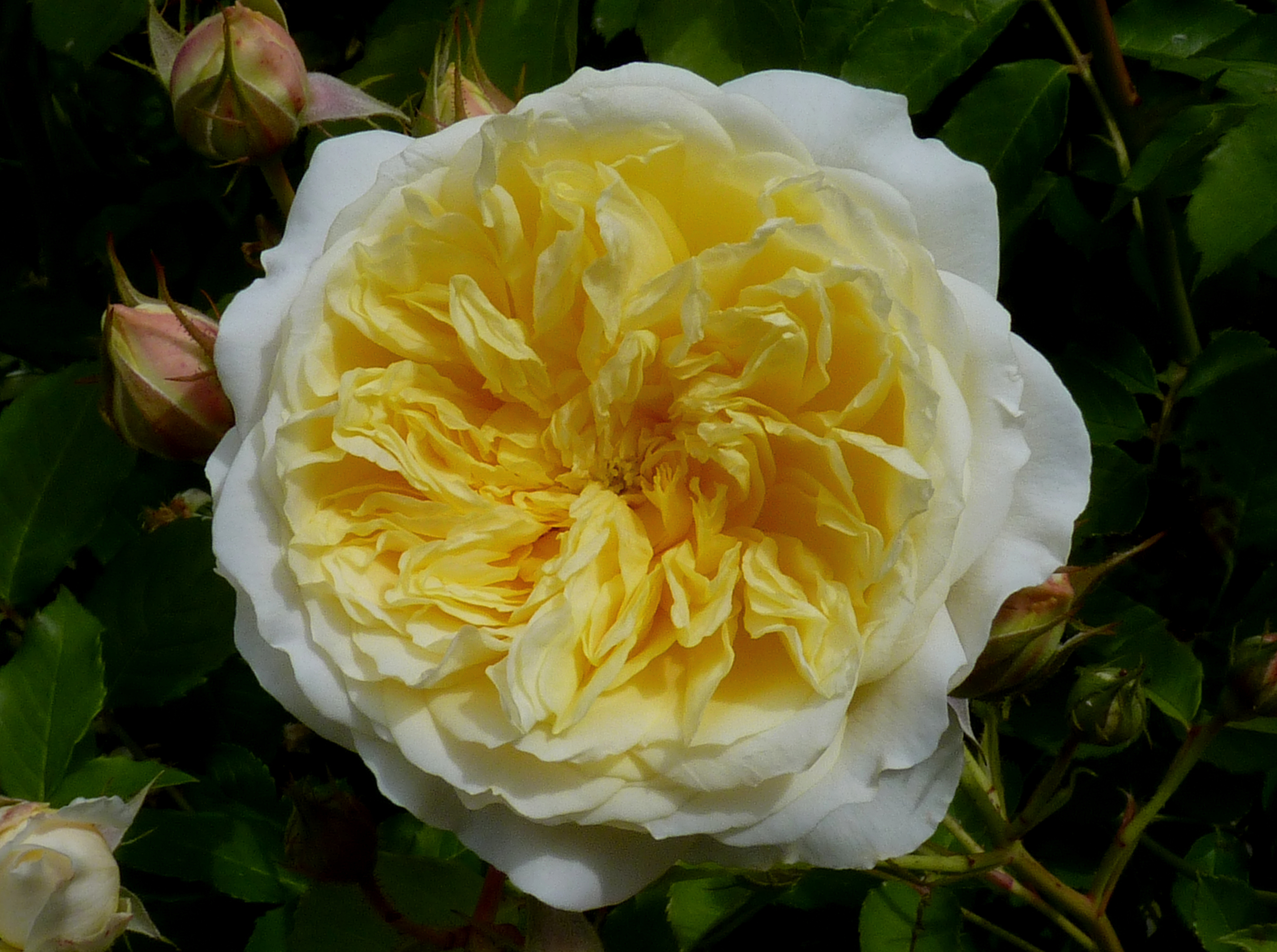
'The Pilgrim', Austin 1991. 'Graham Thomas' × 'Yellow Button'.